# Metacrangon holthuisi
Metacrangon holthuisi is een garnalensoort uit de familie van de Crangonidae. De wetenschappelijke naam van de soort is voor het eerst geldig gepubliceerd in 2010 door Komai.